# Iwan Wiktorowitsch Wagner
Iwan Wiktorowitsch Wagner (russisch Иван Викторович Вагнер; * 10. Juli 1985 in Sewerooneschsk, Oblast Archangelsk, Russische SFSR) ist ein russischer Ingenieur und Kosmonaut. Sein erster Raumflug startete am 9. April 2020.

## Ausbildung und Laufbahn
Wagner ging in Sewerooneschsk zur Schule. Danach studierte er von 2002 bis 2008 Luft- und Raumfahrttechnik an der Baltischen Staatlichen Technischen Universität in Sankt Petersburg und erwarb dort einen Master-Abschluss.
Nach dem Studium arbeitete Wagner als Ingenieur bei dem Triebwerkshersteller Klimow, dann ab 2009 für den Raumfahrtkonzern RKK Energija. 2010 wurde er Assistenz-Flugmanager im russischen bemannten Raumfahrtprogramm.

## Tätigkeit als Raumfahrer
Am 12. Oktober 2010 wurde Wagner als Mitglied der neuen 17. russischen Kosmonautengruppe ausgewählt. Seit Abschluss seiner Raumfahrerausbildung ist er Testkosmonaut bei Roskosmos.
2017 sollte er mit dem Raumschiff Sojus MS-06 zur ISS fliegen und dort an den Expeditionen 53 und 54 teilnehmen. Unter anderem wegen Verzögerungen bei der Fertigstellung des neuen ISS-Moduls Nauka beschloss Roskosmos jedoch, die russische ISS-Besatzung von drei auf zwei Personen zu verringern. Dabei fiel Wagner aus der MS-06-Mannschaft.
Zwei Jahre darauf wurde er neben Anatoli Iwanischin als Ersatzmann für die Mission Sojus MS-16 eingeteilt. Als Kommandant des Flugs war Nikolai Tichonow vorgesehen. Nachdem dieser sich eine Verletzung zugezogen hatte, rückten Iwanischin und Wagner in die Hauptbesatzung nach. Sojus MS-16 flog am 9. April 2020 zur ISS, wo Wagner als Bordingenieur an den Expeditionen 62 und 63 teilnahm.
Seinen nächsten Raumflug trat Wagner am 11. September 2024 an. Zusammen mit Alexei Owtschinin und  Donald Pettit startete er im Raumschiff Sojus MS-26 zur ISS und war sieben Monate Mitglied der Expeditionen 71 und 72.